# Ruisseau de Frézal
Le ruisseau de Frézal est une rivière française qui coule dans le département de Tarn-et-Garonne. C'est un affluent de l'Aveyron en rive gauche, donc un sous-affluent de la Garonne par l'Aveyron puis par le Tarn. 

## Géographie
De 11,3 km de longueur, le ruisseau de Frézal prend sa source sur la commune de Montauban et se jette dans l'Aveyron sur la commune de L'Honor-de-Cos.

## Départements et communes traversées
- Tarn-et-Garonne : Montauban, L'Honor-de-Cos.

## Principaux affluents
- Ruisseau des Nauzes (3,1 km)

## Culture
Le Ruisseau de Frézal est cité à propos de la description de Cos, dans l'ouvrage de Jean-Ursule Devals, Mémoire sur la direction, à travers le territoire de Montauban, de la voie romaine de Toulouse à Cahors et rapport adressé à son Excellence M. le  Ministre de l'Instruction publique sur les antiquités de Cos (1845, p. 34).